# Alack Sinner
Alack Sinner è una serie a fumetti di genere noir/poliziesco ideata nel 1974 da Carlos Sampayo e José Muñoz e pubblicata in Italia negli anni settanta.

## Trama
Alack Sinner è un ex poliziotto che vive e lavora come investigatore privato a New York negli anni settanta. Il personaggio è inizialmente vagamente ispirato alla figura dell'attore Steve McQueen ma poi il suo aspetto verrà modificato caratterizzandolo maggiormente come personaggio malinconico assumendo un aspetto informe e sofferente. Successivamente smette di fare l'investigatore privato e partirà per vari viaggi.

## Storia editoriale
(José Muñoz e Carlos Sampayo, da un'intervista apparsa nella rivista alterlinus nel marzo 1975.)

### Premessa

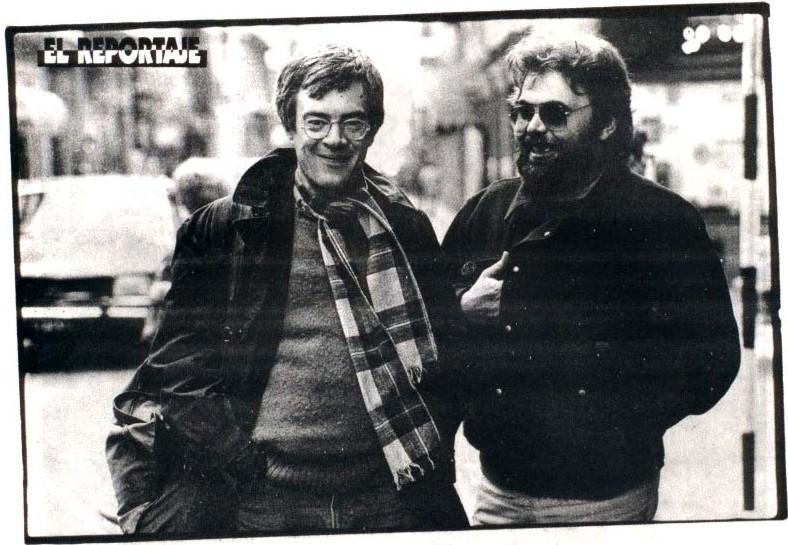
José Muñoz e Carlos Sampayo, 1984 circa.

Il personaggio di Alack Sinner nacque dall'incontro fra due argentini, esuli in Europa in parte per motivi di lavoro, in parte a causa della delicata situazione politica del loro paese: il disegnatore José Muñoz e lo scrittore Carlos Sampayo.
Muñoz aveva studiato durante gli anni argentini alla Escuela Panamericana de Arte di Buenos Aires, fondata nel 1951 da Enrique Lipszyc con l'obiettivo di istruire una nuova generazione di fumettisti; alla Escuela insegnavano all'epoca, fra gli altri, Hugo Pratt e Alberto Breccia. Contemporaneamente, il giovane frequentava anche l'atelier dello scultore Humberto Cerantonio. Dopo essere stato per diverso tempo l'assistente del fumettista Francisco Solano López (l'illustratore de L'Eternauta – di cui Muñoz realizzò fondali e chine dell'ultima cinquantina di tavole –, scritto da H. G. Oesterheld), e dopo aver visualizzato alcune sceneggiature dello stesso Oesterheld (alcuni della serie Ernie Pike, per esempio), ottenne il primo, vero successo lavorando in coppia con lo scrittore Ray Collins alias Eugenio Zappietro, realizzando le matite della serie Distretto 56 (Precinto 56) per le pagine di Misterix, rivista della Editorial Abril allora diretta da Pratt.
Distretto 56 fu lanciata nel 1963 e si interruppe nel 1965, a seguito del fallimento di Misterix (Collins l'avrebbe "resuscitata" nel 1974, con il disegnatore Ángel "Lito" Fernández). Dopo aver continuato per diversi anni successivi facendo illustrazioni e fumetti commerciali per vari editori, come la Fleetway inglese, nel 1972 Muñoz mollò per qualche tempo il mestiere e si trasferì in Europa, dove iniziò a spostarsi per varie città, facendo diversi mestieri. Il re-incontro con Pratt, a Parigi nel 1973, fu fatale: il fumettista gli ricordò di quant'era promettente il giovane autore di Distretto 56, e Muñoz decise di tornare a investire in quel campo.
Sampayo invece non aveva mai esercitato il mestiere di fumettista. Quasi coetaneo di Muñoz (era più giovane di un anno, essendo del 1943), si trasferì in Europa, per un caso, nello stesso periodo del futuro collega, e si fermò stabilmente in Spagna; qui iniziò a lavorare per alcune agenzie pubblicitarie assieme all'amico illustratore (e in futuro anch'egli fumettista) Oscar Zárate. Il mestiere, tuttavia, non poteva soddisfare le sue vere ambizioni, letterarie.

### La creazione
I due si incontrarono nell'estate del 1974 grazie all'intercessione di Zárate – non solo collaboratore di Sampayo, ma anche amico di Muñoz –, e decisero di fare un fumetto assieme.
La passione per la narrativa noir – romanzi e film –, che li accomunava (soprattutto Sampayo era un grande conoscitore dell'opera di Raymond Chandler e Mickey Spillane), fu la base su cui costruire il futuro personaggio. Il nome fu la prima cosa che i due decisero di stabilire. Alack Sinner è un nome parlante: il cognome vuol dire "peccatore", in inglese, mentre "alack" è un'esclamazione shakespeariana; l'insieme suona in italiano come "ahimè peccatore".
Per l'aspetto di Sinner, Muñoz decise di ripescare i lineamenti di quel Zero Galván già protagonista della sua serie argentina Distretto 56 (vedi paragrafo precedente) – rivisti alla luce della sua tecnica attuale.
Nel corso di quelle settimane, i due autori realizzarono in totale autonomia la prima storia della serie, Il caso Webster, senza avere ancora la certezza che sarebbe stata effettivamente pubblicata.

### L'approdo in Milano Libri

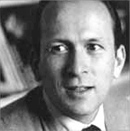
Oreste del Buono succedette nel 1972 a Giovanni Gandini alla direzione di linus.

Una volta terminata la lavorazione della storia, Muñoz e Sampayo si trasferirono assieme in Italia, a Brescia, e decisero di provare a venderla a qualche editore.
Già allora il Salone dei Comics di Lucca, in novembre, era un'importante vetrina: alla convention le tavole di Muñoz attirarono l'attenzione di Florenzo Ivaldi, il fondatore e direttore della rivista Sgt. Kirk (per la quale Pratt aveva creato, qualche anno prima, il personaggio di Corto Maltese, con la storia Una ballata del mare salato). Su Kirk erano già apparsi alla fine degli anni sessanta diversi episodi proprio di Distretto 56, la serie argentina di Muñoz e Collins: nonostante queste buone premesse, però, le condizioni che il genovese offrì agli autori non li soddisfecero.
Qualche settimana dopo Muñoz si mise in contatto con l'agenzia di fumettisti milanese Quipos, fondata nel 1971 da Marcello Ravoni e Coleta Goria, strettamente in contatto con l'editore Milano Libri. Fu la scelta giusta, perché il materiale che Quipos passò a Milano Libri piacque molto a Oreste del Buono.
L'intellettuale era succeduto un paio di anni prima a Giovanni Gandini alla guida della rivista linus. Sotto Del Buono, linus stava venendo rinnovata, puntando maggiormente sugli articoli di cultura e società, e sulle strisce syndicated americane.
Il direttore però era un grande appassionato di fumetto avventuroso, nelle più diverse salse (giallo, fantascienza, e via dicendo); e, con l'intenzione di affiancare a linus una testata gemella che potesse proporre ciò che sulla rivista madre non sarebbe più stato in linea colla direzione presa, aveva lanciato, all'inizio dello stesso 1974, alterlinus. Del Buono pensò che potesse essere un buon contenitore per le storie di Alack Sinner: Il caso Webster fu pubblicata nel numero del gennaio 1975.

### Gli anni dialter
E così, Muñoz e Sampayo iniziarono a collaborare con Milano Libri.
Eccettuate le prime due storie di Alack Sinner, Il caso Webster e Il caso Fillmore, presentate in un'unica soluzione rispettivamente sui numeri di gennaio e febbraio 1975, tutte le storie successive sarebbero state pubblicate, come da tradizione di alterlinus, a puntate, generalmente divise in due o tre parti. Nel giro di due anni e mezzo, dall'inizio del 1975 alla metà del 1977, i due autori lavorarono con grande alacrità, realizzando ben 10 storie del personaggio, più di metà della serie. Furono pubblicate quasi senza soluzione di continuità: in pressoché ogni numero della rivista di quegli anni compariva un racconto di Alack Sinner, con al più un mese di pausa fra le varie apparizioni, utile agli autori evidentemente per mantenere il ritmo.
Nonostante i due fumettisti vivessero in Italia e lavorassero per un editore italiano, Sampayo scriveva comunque le sue sceneggiature in spagnolo, poi tradotte dalla redazione di Milano Libri.
Contemporaneamente, Milano Libri iniziò anche a curare riedizioni da libreria delle storie apparse su rivista: le prime due inchieste di Alack furono raccolte in un volumetto in formato tascabile, nell'ambito della collana I gialli del fumetto (il volume di Muñoz e Sampayo fu il quarto, apparso nell'aprile del 1976); le dimensioni non particolarmente generose dell'albo costrinsero la redazione a rimontare le tavole per renderle leggibili.
Per questa pubblicazione, Del Buono chiese agli autori di realizzare una storia inedita che raccontasse le "origini" di Alack, il modo in cui decise di abbandonare la polizia e diventare investigatore privato: Conversando con Joe è l'unica storia di questi anni a non essere stata pubblicata, com'era tradizione di Milano Libri, in anteprima assoluta su una delle riviste dell'editore, ma direttamente in volume; sarà comunque proposta anche ai lettori di alterlinus (che nel frattempo aveva cambiato testata, diventando alteralter) un paio di anni dopo, nell'agosto 1978. A differenza de Il caso Webster e Il caso Fillmore – in origine pubblicate su alterlinus, rivista che aveva un formato decisamente ampio –, Conversando con Joe, in quanto pensata per il tascabile dei Gialli, fu realizzata dagli autori tenendo bene in mente le dimensioni ridotte, e dunque comprende un basso numero di vignette per pagina e presenta un disegno più semplice e meno rifinito: è per questa ragione che, quando viene proposta in riedizioni da libreria più ampie, ha un aspetto piuttosto "trasandato", se comparata ad altri racconti del personaggio.
Pochi mesi dopo, il volume dei Gialli fu seguito da una nuova antologia, Perché lo fai, Alack Sinner?: il formato "standard", 20x27 cm, consentì all'editore di proporre le storie nella loro veste originale, senza rimontarle. Il volume conteneva le indagini successive a quelle incluse nella precedente raccolta, quelle che vanno da Vietblues a Scintille.

### Il successo in Francia
(Georges Wolinski, dalla prefazione al volume Alack Sinner, 1977, Éditions du Square.)

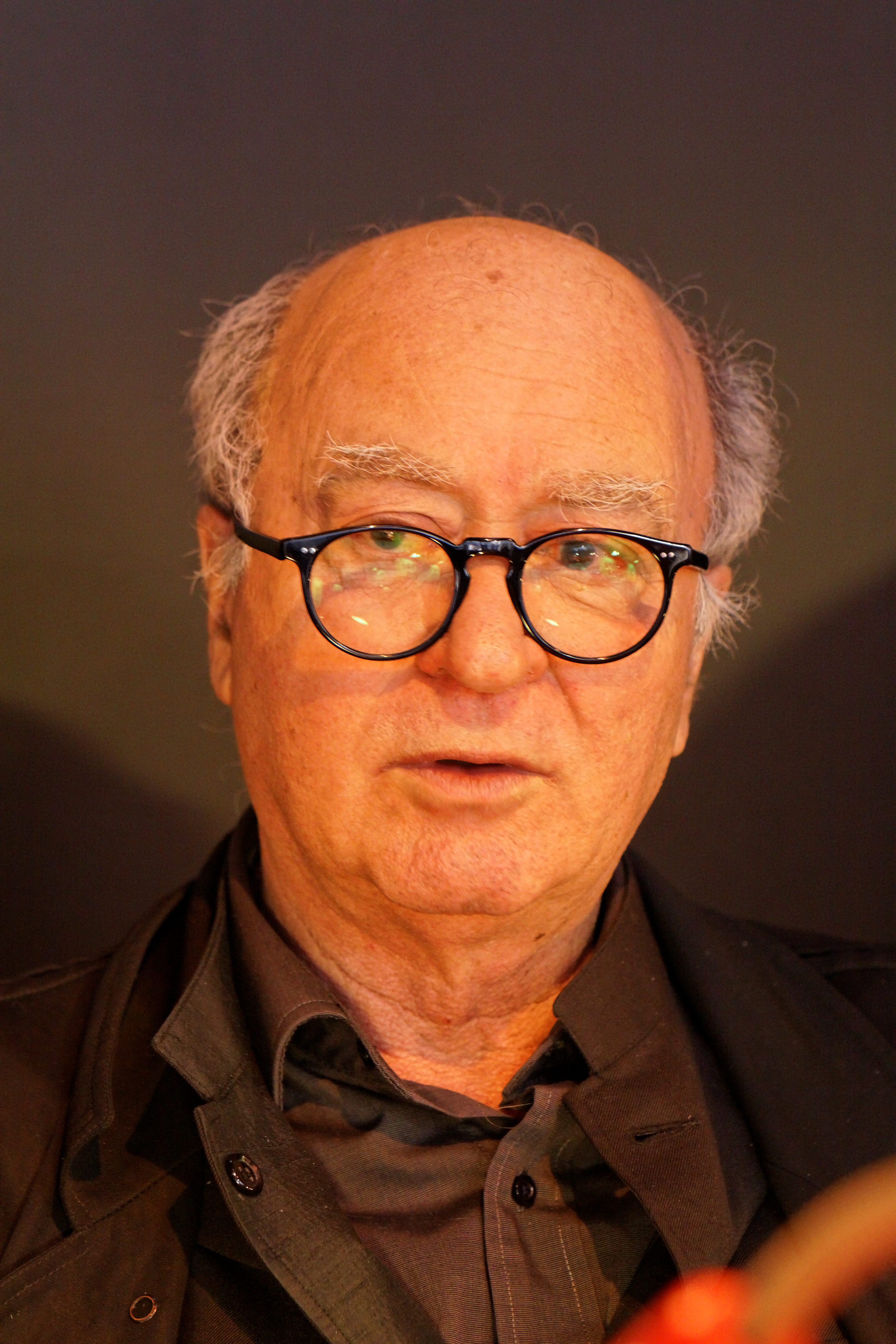
L'interessamento del fumettista Georges Wolinski (qui in una foto del 2011) aprì a Muñoz e a Sampayo le porte dell'editoria francese.

Le storie della coppia di argentini suscitarono anche l'interesse di editori internazionali.
Di notevole importanza per l'apprezzamento dei loro fumetti fu in particolare la pubblicazione delle indagini di Alack Sinner su Charlie Mensuel, rivista francese fondata nel 1969 con il preciso intento di replicare oltralpe la formula – e la fortuna, ma senza successo – di linus, e diretta per tutti gli anni settanta dal fumettista Georges Wolinski (creatore fra le altre cose del personaggio di Paulette, assieme al disegnatore Georges Pichard, che in Italia era proposto dalla stessa Milano Libri sulle proprie testate). Charlie serializzò sulle proprie pagine, già dal 1975 e fino al 1979 (un paio di anni dopo la rivista avrebbe chiuso i battenti), diverse storie di Alack, anche se non pubblicandole in ordine cronologico di apparizione, e saltandone alcune.

Tuttavia, ad avere grande eco fu soprattutto il volume Alack Sinner, curato dallo stesso editore di Charlie, Éditions du Square, che riprendeva la medesima scaletta dell'italiano Perché lo fai, Alack Sinner? del 1976: pubblicato a inizio 1977, avrebbe vinto l'anno successivo il Premio come miglior fumetto realistico straniero al Festival di Angoulême, una delle più prestigiose convention fumettistiche del mondo.
Dopo il fallimento di Charlie nel 1981, i diritti di pubblicazione delle storie di Alack Sinner passarono all'editore Casterman, che iniziò a proporle sulle pagine della propria rivista (À SUIVRE) (fondata nel 1978), a partire dal 1982 con la storia Trovare e ritrovare; va comunque detto che sul magazine erano già apparsi racconti di Muñoz e Sampayo fin dal 1979, in particolare quelli della loro serie Nel bar.

I lavori degli argentini (non solo Alack Sinner, ma anche Nel bar, Sudor Sudaca, e svariate storie brevi) sarebbero rimasti una presenza fissa su (À SUIVRE) fino alla chiusura della testata, nel 1997; e l'editore avrebbe continuato parallelamente anche a ristamparli in volume. A tal proposito, nel 1983 l'antologia di Casterman Alack Sinner, flic ou privé sbancò nuovamente ad Angoulême vincendo il Premio Alfred, il più importante della manifestazione.
Fra le altre edizioni internazionali, si ricordano almeno anche le apparizioni di Alack Sinner sulla rivista spagnola Totem e quelle sulla testata argentina Fierro, diretta dal fumettista Juan Sasturain, amico personale di Muñoz e Sampayo.

### Glispin-offe la crisi dialter
Dopo la pubblicazione di Ricordando, nel 1977, Muñoz e Sampayo abbandonarono per un po' il loro personaggio. Dietro a questo "disinteresse" vi furono questioni legali (Georges Bernier, alias "Professeur Choron" – co-fondatore, assieme a François Cavanna, delle Éditions du Square –, tardò infatti a dare a Muñoz e a Sampayo il permesso per poter pubblicare nuove storie di Alack presso un altro editore) ma anche creative, dal momento che la coppia non voleva restare confinata a un ambito di genere com'era quello della serie Alack Sinner e desiderava tentare nuove strade. Il detective, comunque, non venne abbandonato del tutto.
Infatti, fra la metà del 1977 e la metà del 1981 (quando Alack sarebbe ritornato sulle pagine della rivista), la coppia realizzò due serie: Sophie (le cui due storie furono serializzate su alteralter fra il settembre del 1977 e il luglio del 1978) e Nel bar (sette racconti, proposti fra ottobre 1978 e maggio 1981 – più altri tre usciti successivamente, nel 1983 e nel 1984).
Sophie aveva al centro l'eponimo personaggio, apparso per la prima volta nella storia di Alack Scintille, e raccontava delle sue deliranti – ma sempre e comunque permeate di pessimismo – avventure; mentre sotto il titolo complessivo Nel bar erano racchiuse novelle slegate fra di loro, accomunate dalla medesima ambientazione, il bar di Joe, molto frequentato dallo stesso Alack nelle sue storie (tant'è che il personaggio fa diverse apparizioni in ruoli minori all'interno della serie). Insomma, pur avendo smesso – temporaneamente – di raccontare di Alack Sinner stricto sensu, Muñoz e Sampayo non ne avevano abbandonato l'universo narrativo e in generale la poetica.

A titolo d'informazione, Milano Libri non raccolse mai in volume queste due serie. Ci pensarono altre realtà editoriali: le storie di Sophie sarebbero state ristampate nel 1980 in un unico albo dall'editore L'Isola Trovata, fondato da Luigi Bernardi un paio di anni prima; mentre i primi sei racconti del Bar furono proposti da Edizioni Produzioni Cartoons nel 1986 (una raccolta integrale sarebbe apparsa solo all'inizio degli anni duemila, in due tomi per i tipi di Coconino Press).
Alack rifece nuovamente capolino nel settembre 1981 con la storia a puntate Trovare e ritrovare (la più lunga della serie, con le sue 96 tavole), serializzata su tutti i numeri di alteralter (eccettuato quello del gennaio 1982) fino al maggio dell'anno successivo, e proposta contemporaneamente in Francia dalla rivista (À SUIVRE).
Da questo momento gli autori, pur continuando a riprenderlo in mano, avrebbero iniziato a utilizzare con più parsimonia il loro personaggio, dal momento che presero a lavorare anche ad altri progetti "esterni": come la serie, dal forte contenuto politico e sociale, Sudor Sudaca (letteralmente "sudore latino-americano"), apparsa sulle pagine dell'iconoclastica rivista Frigidaire dell'editore Primo Carnera a intervalli irregolari fra il 1982 e il 1985.
Intanto, alteralter stava passando un brutto periodo: nel 1981 si era dimesso da tutti i suoi ruoli Oreste Del Buono, per protesta dopo che i dirigenti di Rizzoli furono travolti dallo scandalo P2 – gli era subentrata Fulvia Serra –, e la testata stava accusando un calo di vendite viepiù importante. Per rimediare alla situazione, Milano Libri progettò un mensile che potesse prenderne idealmente e gradualmente il posto, Corto Maltese (dal nome dell'eponimo personaggio di Hugo Pratt, cavallo di battaglia della rivista), lanciato nel 1983; e tentò in extremis di salvare alter, donandole una nuova identità. Nel gennaio del 1986 apparve in edicola Il grande ALTER, un trimestrale che sarebbe stato incentrato in ogni suo numero su un tema portante. L'esperimento non ebbe successo, e alter fu chiusa definitivamente dopo tre numeri di questo nuovo corso.

Muñoz e Sampayo, comunque, fecero ancora in tempo a prendervi parte. Quattro anni dopo la precedente, la nuova storia di Alack Nicaragua fu pubblicata in un'unica soluzione – eccezionalmente, vista la lunghezza: ben 65 tavole – in quel primo numero dell'86, sottotitolato "Zona calda": un racconto che ricorda l'intervento statunitense nell'eponimo Paese, in questo senso perfettamente allineato con l'argomento del numero, i disordini politici in America Latina.
Sul fronte delle edizioni da libreria, nel 1981, poco prima dell'inizio della serializzazione di Trovare e ritrovare su alteralter, Milano Libri diede alle stampe una nuova antologia, Alack Sinner così com'era: riprendeva le inchieste di Alack già incluse nel libro tascabile I gialli del fumetto del 1976 (Il caso Webster e Il caso Fillmore erano questa volta però proposte in versione originale, e non rimontata), e i racconti successivi a quelli contenuti nell'albo Perché lo fai, Alack Sinner? (sempre del 1976), ovvero Constancio e Manolo, Città oscura e Ricordando.
L'editore non raccolse invece mai in volume né Trovare e ritrovare, né Nicaragua. Lo fecero per la prima volta, molti anni dopo, le edizioni Hazard di Milano, ristampando la seconda nel 1996, e la prima nel 2000.

### Gli anni diCorto Maltese
Dopo la chiusura di alter, Muñoz e Sampayo transitarono su Corto Maltese.
Per la nuova testata di Milano Libri, la coppia realizzò un buon numero di fumetti: apparvero Giochi di luce (il primo loro lavoro ad essere ospitato sulla rivista, nei numeri dell'ottobre/dicembre 1987), Billie Holiday, la biografia dell'eponima cantante (numeri dell'agosto/settembre 1990; nella storia, fa una piccola apparizione Alack), e la breve Teoria di uno spostamento (ottobre 1991): il tutto nel giro di 5 anni. Fisiologico che in una scaletta tanto fitta (che non tiene conto delle opere create per altri editori e/o riviste, come Europa in fiamme, uscita a puntate nel 1987 su La Dolce Vita; e neanche dei fumetti che i due argentini realizzarono al di fuori della coppia, collaborando con altri autori) vi sia stato minore spazio per Alack Sinner.
Gli argentini proposero quattro nuove storie del loro personaggio. Pur essendo narrativamente autonome, e pur essendo state pubblicate a molti mesi (se non anni) di distanza, formano una sorta di blocco narrativo compatto. Nella prima, Norteamericano(s) (febbraio 1989; nelle edizioni in volume è ristampata con il titolo Nordamericani), Alack sin mette infatti in viaggio in autobus per una misteriosa destinazione. Il percorso continua in Por unos dibujos... (ottobre 1991; nelle edizioni in volume è ristampata con il titolo Per dei disegni...) e in Ostaggi (gennaio 1992), scandito dagli incontri che l'ormai ex-detective privato fa lungo la strada; e si conclude in Fine di un viaggio (giugno 1992), quando il lettore scopre qual era – fin dall'inizio – la sua destinazione.

Qualche parola è necessaria spenderla a proposito di Por unos dibujos.... Lo spunto su cui si basa il racconto – un po' a sé, rispetto al resto della serie – è rappresentato da un fatto che coinvolse Muñoz in prima persona. In un articolo del febbraio 1986 del The Comics Journal, Mark Burbey accusò il disegnatore Keith Giffen di aver lungamente e sistematicamente plagiato moltissime vignette dell'argentino. Giffen continuò sempre a negare, dicendo di essersi solo ispirato. Non potendo permettersi di portare l'americano a processo (il quale comunque dopo il fatto si ritirò per qualche tempo, e quando tornò a lavorare cambiò decisamente rotta), Muñoz si accontentò di attaccare la sua condotta in maniera non troppo allusiva attraverso la storia: il personaggio di Martinez è una caricatura dello stesso Muñoz, mentre quello di Kitten lo è di Giffen.
Della loro produzione per Corto Maltese, Milano Libri non ristampò mai in volume né le storie di Muñoz e Sampayo "indipendenti" – con l'eccezione di Billie Holiday, uscita in albo monografico nell'estate del 1993 –; né le storie di Alack Sinner, probabilmente perché rivista ed editore chiusero i battenti proprio in quello stesso 1993, e non si fece in tempo.
Sarebbero rimaste irreperibili in edizione organica per molti anni: fino al 2017, quando Editoriale Cosmo le ripropose nel terzo albo (in formato tascabile) della propria ristampa integrale di Alack Sinner.

### Le ultime storie
Ma il suo paesaggio interiore ci sfuggiva e, questo era il bello, lì ha sempre deciso lui.»
(José Muñoz e Carlos Sampayo, 2011)
La seconda metà degli anni novanta vede, in Italia come in Francia, in Spagna e in Argentina, la chiusura di quasi tutte le riviste di fumetto e l'affermarsi dei volumi da libreria – senza passare, come prima, attraverso una prepubblicazione su qualche testata antologica. In questo contesto nascono le ultime storie di Alack Sinner e, in generale, gli ultimi lavori di Muñoz e Sampayo (in particolare, il volume Nei bar – sorta di "seguito spirituale" della serie Nel bar – e la biografia del cantante argentino Carlos Gardel; oltre a vari fumetti realizzati non in coppia), tutti pubblicati, tra l'altro, per la prima volta in Francia, e solo in seguito in Italia.
Storie private viene pubblicata per la prima volta nel 2000 in volume da Casterman, con il titolo Histoires privées, e Il caso USA (L'affaire USA) la segue nel 2006, presso lo stesso editore. Entrambe arrivano in Italia con grande ritardo: la prima viene proposta solo nel 2004, all'interno della collana di allegati al quotidiano La Repubblica I Classici del fumetto di Repubblica, in un volumetto che raccoglie anche storie precedenti del detective; mentre Il caso USA addirittura nel 2017, nell'ultimo albo della ristampa integrale della serie dell'editore Editoriale Cosmo.
Da segnalare anche l'uscita, nel 2011 e sempre per la Francia, del portfolio Alack, composto da grandi immagini di Muñoz corredate da testi di Sampayo, nelle quali i due autori compongono una sorta di bilancio dell'esperienza di Alack Sinner, mettendo un ideale punto fermo alla serie (il portfolio viene pubblicato in Italia per la prima e unica volta nel 2020 nel volume Alack Sinner. L'età del disincanto, per i tipi di Oblomov Edizioni).

## Storie diAlack Sinner

### Introduzione

#### Cronologia interna
La maggior parte delle storie di Alack Sinner è ambientata grosso modo nello stesso periodo in cui è stata pubblicata. Tuttavia, non sono infrequenti gli slittamenti temporali, in genere di uno o due anni precedenti alla data di pubblicazione. I numerosi riferimenti interni (soprattutto i giornali e i notiziari che Alack o altri personaggi spesso leggono/ascoltano) permettono di ambientare i vari racconti con discreta accuratezza, e in certi casi consentono anche di capire quando le storie siano state in effetti realizzate (la data di pubblicazione non lo permette, naturalmente).
La – più o meno precisa – coincidenza fra momento di pubblicazione e momento in cui si svolge la storia fa sì che, a partire da Ricordando, quando i nuovi fumetti di Alack iniziarono a diventare più sporadici, con intervalli di anni fra il precedente e il successivo, anche la cronologia interna abbia iniziato a subire salti: così capita che, lasciati i personaggi con una certa età, nella storia seguente essi siano invecchiati, talvolta notevolmente.
Ecco un tentativo di ricostruzione della cronologia interna, sicuramente perfettibile:
- Il caso Webster e Il caso Fillmore non contengono riferimenti precisi. Si può supporre che la prima sia ambientata nel 1974 (quando venne realizzata da Muñoz e Sampayo), e che la seconda si svolga nell'inverno fra 1974 e 1975, visto che in alcune tavole compare la neve.
- Vietblues si svolge nell'aprile 1975. Nell'ultima tavola, Alack legge un giornale in cui si annuncia l'arrivo in Taiwan dell'ormai ex-dittatore sud vietnamita Nguyễn Văn Thiệu, il 26 aprile.
- Egli, la cui bontà è infinita e La vita non è un fumetto, baby non contengono riferimenti precisi. L'azione si concentra evidentemente fra la storia precedente e la successiva.
- Scintille si svolge negli ultimi giorni del dicembre 1975. Nella decima tavola, Alack festeggia il Natale cantando in un bar.
- Constancio e Manolo è ambientata prima di Scintille. Nell'ultima tavola si annuncia la morte del generalissimo Francisco Franco, il dittatore spagnolo, avvenuta il 20 novembre 1975.
- Città oscura si dipana fra il novembre del 1976 e l'inizio del 1977. Lo ricordano vari riferimenti alle presidenziali di quell'anno (come spillette dei candidati Jimmy Carter e Gerald Ford), e un cartellino in ospedale nella tavola 21, "Holidays '77".
- Trovare e ritrovare è ambientata fra il dicembre e il gennaio del 1980. Nella seconda tavola si vede un giornale che racconta dell'assassinio del cantante John Lennon (8 dicembre), e la storia si protrae per diverse settimane successive.
- Nicaragua si svolge nel dicembre 1984. In questo caso gli autori lo dicono in maniera diretta, in una didascalia nell'ottava tavola. In Nicaragua trova conferma anche la datazione della precedente storia, visto che nella tredicesima tavola l'anonimo avventore di un bar, vedendo Alack, si ricorda di quando questi "ha ucciso quel maiale di Rademaker, quattro anni fa" (il fatto è appunto narrato in Trovare e ritrovare).
- La tranche di storie che vanno da Nordamericani a Fine di un viaggio si concentra in un breve lasso di tempo (nonostante i 4 fumetti siano stati pubblicati nel giro di quattro anni), descrivendo un lungo periplo in autobus di Alack. L'epoca viene retrodatata in Storie private, ambientata nel 1999: una didascalia nella prima tavola dice che Alack e Sophie non si vedono da sette anni, quindi il viaggio si svolge nel corso del 1992.
- L'azione di Storie private si colloca appunto nel 1999.
- Il caso USA si svolge fra fine agosto e inizio settembre del 2001. Agli attentati delle Torri Gemelle dell'11 settembre si fa menzione in presa diretta nel corso dell'ultima parte della storia.

Conversando con Joe e Ricordando, per la loro natura particolare (flashback tenuti insieme da una cornice), non consentono una datazione precisa.

### Apparse sualter

#### Il caso Webster(1975)
- Originale pre-pubblicazione su rivista: alterlinus, numero del gennaio 1975, Milano Libri
- Prima pubblicazione italiana in volume: Alack Sinner, collana I gialli a fumetti n. 4, Milano Libri, 1976 (in versione rimontata); Alack Sinner così com'era, 1981, Milano Libri (in versione originale)
- Tavole: 23
- Trama: Alack viene ingaggiato dal dirigente Calvin Webster per scoprire chi lo sta minacciando. Anche la sua segretaria, Loretta Parker, ha scoperto che qualcuno ha travasato del vetriolo nei suoi cosmetici. Gli indizi sembrano portare all'autista di Webster, il greco Foutiadis, sorpreso vicino all'appartamento di Loretta: ma il tipo è semplicemente un voyeur, e non c'entra niente. Sinner torna alla dimora dei Webster per dire a Calvin dell'attentato alla segretaria, ma l'uomo è in visita da sua madre. Il detective si reca dunque da quest'ultima: una donna tremenda e possessiva, che vorrebbe il figlio solo per sé. Calvin però se n'è già andato; uscendo, Alack sente la vecchia mentre nota che il suo ferro da maglia preferito è scomparso.
Il detective viene contattato dall'amico, il poliziotto Nick: a villa Webster la moglie e la figlia di Calvin sono state trovate massacrate; le ferite mortali sono state causate da un oggetto sottile e appuntito. Alack pensa che anche Loretta possa essere in pericolo, e si reca a casa sua con Nick. Appena in tempo: nella stanza, Foutiadis e Calvin stanno lottando, perché quest'ultimo vorrebbe pugnalare la segretaria. Nick e Sinner li separano, e la verità viene a galla: sull'orlo di un esaurimento nervoso, Calvin aveva intenzione di uccidere tutte le donne della sua vita, per soddisfare le richieste mai espresse ma comunque intuibili della madre. Le minacce – auto-inviate – e l'ingaggio del detective servivano a garantirne l'insospettabilità.
Al funerale, la madre di Calvin consola l'unico figlio maschio di quest'ultimo, rimasto solo: lo accudirà "proprio come fatto con suo padre".
- Successive riedizioni italiane in volume:

1. Alack Sinner. Volume primo, collana Blackbird n. 3, 1992, ACME
2. Alack Sinner, collana I Classici del fumetto di Repubblica n. 56, 2004, Gruppo Editoriale L'Espresso
3. Alack Sinner. Conversazione con Joe, 2007, Nuages
4. Alack Sinner. L'età dell'innocenza 1, collana I Grandi Maestri n. 7, 2017, Editoriale Cosmo
5. Alack Sinner. L'età dell'innocenza, 2019, Oblomov Edizioni

#### Il caso Fillmore(1975)
- Originale pre-pubblicazione su rivista: alterlinus, numero del febbraio 1975, Milano Libri
- Prima pubblicazione italiana in volume: Alack Sinner, collana I gialli a fumetti n. 4, Milano Libri, 1976 (in versione rimontata); Alack Sinner così com'era, 1981, Milano Libri (in versione originale)
- Tavole: 18
- Trama: La giovane Katty Fillmore, rampolla di una famiglia benestante, è disgustata dai familiari – che vorrebbero farle sposare il figlio del viscido giudice Hawk –, e chiede ad Alack di aiutarla a far scappare il nonno dalla clinica in cui è stato rinchiuso, in attesa del trapasso e soprattutto dell'eredità. Il dottor Endicott, direttore dell'istituto, non è affatto collaborativo, e Sinner non ottiene di poter incontrare il vecchio. E non potrà mai più farlo: il giorno dopo, l'uomo si butta da una finestra e muore sul colpo. Non è l'unica tragedia che colpisce la famiglia Fillmore: recatosi a casa loro per incontrare Katty, Alack scopre in una stanza il padre, morto, e la figlia di fronte a lui con una pistola in mano, narcotizzata. Evidentemente una montatura per incastrarla, come Sinner spiega all'amico poliziotto Nick.
Alack inizia a pedinare Endicott, e scopre che da molto tempo frequenta regolarmente la per niente affranta vedova Fillmore. Il detective invita Nick al ristorante in cui i due stanno pranzando per farglieli vedere, ma proprio in quel momento un sicario entra e, incurante della folla, uccide gli amanti. Sinner lo insegue, e lo costringe a rivelargli il nome del mandante: è il giudice Hawk.
Salta fuori una complicata storia di torbidi doppi-giochi: Endicott e la vedova Fillmore avevano ucciso il vecchio inscenando il suicidio, e il marito della donna, cercando al contempo di incastrare la figlia per incassare tutta l'eredità. Hawk, grazie ai suoi agganci, aveva scoperto che Katty non era mai stata davvero sospettata, grazie alla ricostruzione di Alack, e aveva deciso di eliminare i due amanti al fine di procedere con il matrimonio fra suo figlio e Katty.
Qualche giorno dopo, Alack viene a sapere che Hawk si è buttato giù da una finestra della centrale; mentre Katty lo viene a trovare e, per ringraziarlo, si concede di sua sponte al detective.
- Successive riedizioni italiane in volume:

1. Alack Sinner. Volume primo, collana Blackbird n. 3, 1992, ACME
2. Alack Sinner, collana I Classici del fumetto di Repubblica n. 56, 2005, Gruppo Editoriale L'Espresso
3. Alack Sinner. Conversazione con Joe, 2007, Nuages
4. Alack Sinner, collana I Maestri del fumetto n. 12, 2009, Arnoldo Mondadori Editore
5. Alack Sinner. L'età dell'innocenza 1, collana I Grandi Maestri n. 7, 2017, Editoriale Cosmo
6. Alack Sinner. L'età dell'innocenza, 2019, Oblomov Edizioni

#### Vietblues(1975)
- Originale pre-pubblicazione su rivista: alterlinus, numeri di marzo (tavole 1-15), aprile (tavole 16-24) e maggio (tavole 25-38) 1975, Milano Libri (con il titolo Viet Blues)
- Prima pubblicazione italiana in volume: Perché lo fai, Alack Sinner?, 1976, Milano Libri
- Tavole: 38
- Note: nelle tavole 8-9, nel jazz club in cui lavora John Smith III, appare in un piccolo cameo il musicista Leandro "Gato" Barbieri, intento a eseguire il pezzo El Arriero.
- Trama: Alack stringe amicizia con un giovane nero, John Smith III, avendolo salvato da un pestaggio. John, reduce del Vietnam, è pianista in un quartetto blues, ed è un eroinomane. Dopo che sua moglie viene uccisa per sbaglio al posto di Geo — un amico che tempo prima aveva contribuito a mandare in galera un piccolo boss, il "Trucido", ora di nuovo a piede libero —, il pianista chiede a Sinner di aiutarlo a disintossicarsi. Questi si fa prestare l'appartamento dall'amica Loretta (vedi Il caso Webster), lei stessa ex-drogata: il processo è doloroso, ma riesce. Black e Olmo, due compagni di John, ringraziano il detective, ma mettono bene in chiaro che fra bianchi e neri non potrà mai esserci vera amicizia.
C'è ancora da sistemare il "Trucido". Alack riesce a far arrestare i suoi galoppini, gli stessi uomini che tempo addietro avevano pestato John, e che si rivelano essere anche gli assassini di Anita. Al che, il detective viene contattato dallo stesso "Trucido": in apparenza un distinto affarista di nome Lincoln, il quale lo minaccia apertamente. Sinner gli ride in faccia, e per tutta risposta quella sera viene rapito e torturato dal boss e dai suoi; quasi in fin di vita, il detective è salvato da alcuni uomini con passamontagna, che entrano nel covo del "Trucido" e fanno strage.
Dopo una breve convalescenza, Alack va a trovare John e i suoi amici: scopre che il pianista ha inciso un nuovo album, Vietblues, e lascia intendere a Black e a Olmo di sapere che sono stati loro a uccidere il "Trucido".
- Successive riedizioni italiane in volume:

1. Alack Sinner. Volume secondo, collana Blackbird n. 7, 1992, ACME
2. Alack Sinner. Viet Blues, 2008, Nuages
3. Alack Sinner. L'età dell'innocenza 1, collana I Grandi Maestri n. 7, 2017, Editoriale Cosmo
4. Alack Sinner. L'età dell'innocenza, 2019, Oblomov Edizioni

#### La vita non è un fumetto, baby(1975)
- Originale pre-pubblicazione su rivista: alterlinus, numeri di giugno (tavole 1-10), luglio (tavole 11-20), agosto (tavole 21-30) 1975, Milano Libri
- Prima pubblicazione italiana in volume: Perché lo fai, Alack Sinner?, 1976, Milano Libri
- Tavole: 30
- Note: storia metanarrativa, La vita non è un fumetto, baby vede come co-protagonisti nientemeno che i suoi autori. Attraverso le battute dei Muñoz e Sampayo "di carta", i veri Muñoz e Sampayo criticano non solo le istituzioni e la cultura americane, ma anche il loro stesso personaggio, apparentemente distaccato, e in realtà intimamente calato in quel sistema.
- Trama: Muñoz e Sampayo, due fumettisti argentini in crisi d'ispirazione, hanno scoperto che a New York abita un detective che ha lo stesso nome e svolge la stessa professione del protagonista della loro serie. È Alack, ovviamente. I due gli chiedono di poterlo seguire per qualche giorno, sperando di trovare nel suo stile di vita spunti per nuove storie; il detective accetta, divertito.
Alack è stato contattato dal direttore del giornale The World, mr. Grosz, preoccupato perché teme vi sia una spia nella sua redazione che passa gli scoop politici a una testata rivale, il The Sun; l'altro direttore, mr. Cagney, rifiuta con fermezza le accuse. Poco dopo essere usciti dalla sede del Sun, Sinner, Muñoz e Sampayo rimangono coinvolti in un tentato omicidio, con tanto di scontro a fuoco nel quale perisce uno dei sicari. Alack torna subito da Cagney, pensando che sia lui il mandante, ma ancora una volte l'uomo si dichiara innocente. Quella notte, il commissario Demetrius telefona a Sinner e lo invita a raggiungerlo alla sede del Sun: Cagney è stato ucciso nell'ufficio, inscenando malamente un suicidio a cui la polizia non ha creduto da subito. Demetrius arresta Alack, visto che Grosz gli ha confermato che lavorava per lui, con l'accusa di omicidio.
Il giorno dopo, Alack è scarcerato per mancanza di prove. Il detective si reca subito al World, infuriato per essere stato "tradito": ma Grosz, sinceramente pentito, si scusa dicendo che temeva ritorsioni della polizia. Deciso a vederci a fondo, Sinner inizia a pedinare il segretario di Grosz, Oskar, sorpreso a origliare la loro discussione, e scopre che ha una relazione omosessuale con l'archivista dello stesso quotidiano, Walter Ferrari, il quale è anche l'amante di Grosz. Sopravvissuto a un nuovo, misterioso attentato, la sera stessa Alack è invitato da Grosz a casa sua: il quale gli rivela di aver sempre saputo che Ferrari non lo amava, così come sa che era in contatto con Cagney; aveva ingaggiato Sinner per confermare i suoi sospetti. Purtroppo, Ferrari è misteriosamente sparito.
Alack lo rintraccia il giorno dopo a casa di Oskar. Ferrari confessa con spavalderia il delitto Cagney: che crimine non è davvero, dal momento che egli è un agente della CIA. Cagney si era accorto che gli passava scoop incompleti e minacciava di screditarlo pubblicamente; per evitare lo scandalo, Ferrari fu costretto ad ucciderlo. Tuttavia, l'uomo si mostra sorpreso quando Sinner lo accusa dei due attentati che ha personalmente subìto. Mentre Demetrius insabbia il caso, su pressione dei superiori di Ferrari, Alack si rivede con Grosz. Tallonato, il direttore confessa di essere il mandante dei due attentati: preoccupato per la verità che poteva venire a galla, Grosz si era subito pentito di aver ingaggiato il detective; Sinner lo porta in centrale e lo costringe a confessare tutto alla polizia.
Il giorno dopo, Alack accompagna Muñoz e Sampayo, tutto sommato delusi dallo squallore dell'esperienza. All'aeroporto, incrociano Ferrari, il quale si sta recando a Lisbona..
- Successive riedizioni italiane in volume:

1. Alack Sinner. Volume secondo, collana Blackbird n. 7, 1992, ACME
2. Alack Sinner. Viet Blues, 2008, Nuages
3. Alack Sinner, collana I Maestri del fumetto n. 12, 2009, Arnoldo Mondadori Editore
4. Alack Sinner. L'età dell'innocenza 1, collana I Grandi Maestri n. 7, 2017, Editoriale Cosmo
5. Alack Sinner. L'età dell'innocenza, 2019, Oblomov Edizioni

#### Egli, la cui bontà è infinita(1975)
- Originale pre-pubblicazione su rivista: alterlinus, numeri di settembre (tavole 1-8), novembre (tavole 9-18) 1975, Milano Libri
- Prima pubblicazione italiana in volume: Perché lo fai, Alack Sinner?, 1976, Milano Libri
- Tavole: 18
- Note: la storia contiene un piccolo rimando a Distretto 56 (in originale Precinto 56), il fumetto argentino – scritto da Ray Collins alias Eugenio Zappietro – che segnò l'esordio di José Muñoz. Alack viene infatti arrestato dagli uomini del distretto 56, appunto; e quando chiede al tenente Amato che fine abbia fatto Zero Galvan (il protagonista di quella serie), gli viene risposto che è morto.
- Trama: Il reverendo Altmann e sua moglie Eva, due persone ipocrite e malsane, chiedono ad Alack di ritrovare la figlia, Miriam; pensano sia scappata con Ferenc, il figlio di un altro pastore, anch'egli sparito da qualche tempo. Sinner pensa che due giovani "ribelli" potrebbero facilmente scegliere di andare a vivere nel quartiere del Village, e infatti facendo domande in giro scopre che hanno preso in affitto un appartamento. Nella stanza, però, trova Ferenc morto, accoltellato; e di Miriam nessuna traccia. Grazie a un'agendina rinvenuta sul corpo del ragazzo Alack riesce a risalire a un indirizzo misterioso; ma quando raggiunge l'abitazione nessuno risponde, e il detective viene assalito fuori da un "gorilla", messo in fretta KO. Uscito dallo stabile, la polizia, che lo stava pedinando, lo arresta e lo porta al distretto 56. Il tenente Amato, di stanza, gli dice di aver saputo della sua visita al Village. Amato è un uomo intelligente e dubita della sua colpevolezza; tuttavia, non ha altri sospetti.
L'elevata cauzione è pagata il giorno successivo, con sorpresa di Alack, da un anonimo "avvocato". Di nuovo a piede libero, Sinner è accolto poco lontano dal commissariato dal "gorilla" del giorno prima, che lo costringe a salire in auto e lo porta in un edificio isolato. Lo attende lì Miriam, prigioniera come lui; a capo di tutto, un'organizzazione che traffica prostitute bianche. I due, collaborando, riescono a scappare, e Miriam sceglie di andarsene via, lontano dagli assillanti genitori.
Salta fuori la verità: Ferenc era socio dell'organizzazione, la quale seppe della sua fidanzata e la rapì alle sue spalle. Tuttavia, non furono gli sgherri a ucciderlo. Alack ha una rivelazione nel momento in cui torna a far visita agli Altmann, e scopre che il coltello con cui fu pugnalato proveniva dallo stesso corredo utilizzato da Eva. La donna, gelosa delle attenzioni morbose e vagamente incestuose che il marito riservava alla figlia, uccise Ferenc sperando che i sospetti della polizia cadessero su Miriam. Sinner chiama gli agenti e, amareggiato, lascia i due mentre si rinfacciano a vicenda le peggiori bestialità.
- Successive riedizioni italiane in volume:

1. Alack Sinner. Volume secondo, collana Blackbird n. 7, 1992, ACME
2. Alack Sinner. Viet Blues, 2008, Nuages
3. Alack Sinner. L'età dell'innocenza 1, collana I Grandi Maestri n. 7, 2017, Editoriale Cosmo
4. Alack Sinner. L'età dell'innocenza, 2019, Oblomov Edizioni

#### Scintille(1976)
- Originale pre-pubblicazione su rivista: alterlinus, numeri di gennaio (tavole 1-10), febbraio (tavole 11-20), marzo (tavole 21-30) 1976, Milano Libri (i tre episodi vennero presentati con i sottotitoli (Scintille...), (...fiamme, fumo...), e (...cenere.))
- Prima pubblicazione italiana in volume: Perché lo fai, Alack Sinner?, 1976, Milano Libri
- Tavole: 30
- Note: la storia contiene un paio di citazioni fumettistiche. Nell'ultima vignetta della decima tavola compaiono, a cantare assieme ad Alack nel bar, il direttore di linus e  alterlinus Oreste Del Buono, il fumettista Hugo Pratt, e la creazione più famosa di quest'ultimo, il marinaio Corto Maltese; nella prima vignetta dell'undicesima tavola, invece, Sinner incrocia sulla sua strada Dick Tracy, il poliziotto ideato dal cartoonist Chester Gould (presenza fissa delle riviste della Milano Libri).
- Trama: Mentre un misterioso piromane spaventa la città, Sophie Milasewicz, una giovane ed eccentrica immigrata polacca, chiede ad Alack di trovare il fratello, Issur, un pugile che frequentava la stessa palestra del detective e che ora fa il buttafuori per un nightclub. Gipsy Rose, una delle spogliarelliste, rivela a Sinner di essere la sua amante: anche lei non vede da parecchio, e infatti è stato sostituito da un nuovo bouncer. La donna lo chiama qualche giorno dopo dall'ospedale dove Issur è ricoverato a seguito di un pestaggio. I discorsi dell'uomo sono criptici: teme ritorsioni da parte di alcuni non meglio specificati criminali contro la sua famiglia, per obbligarlo a lavorare per loro; Sinner non riesce a cavarci molto.
Qualche giorno dopo, di ritorno all'ospedale, Alack scopre dai medici che Issur è scappato senza saldare il conto. In strada, si accorge di essere pedinato: messo all'angolo l'inseguitore, lo costringe a rivelargli il nome del mandante, un certo signor Dollman, proprietario di una fabbrica di bambole gonfiabili, fra le vittime del piromane. Dollman sta antipatico a pelle ad Sinner, il quale fiuta qualcosa e fa sì che confessi di aver assoldato Issur per dar fuoco allo stabilimento e incassare così il premio assicurativo; il detective sporge una denuncia anonima e se ne va. Quella sera, Sophie torna a trovare Alack per ringraziarlo dei servigi – la ragazza non sa ancora della nuova fuga di Issur –, e i due fanno l'amore.
Deciso a vederci chiaro, il giorno dopo Alack torna al nightclub e costringe Gipsy Rose a rivelargli dove si trova Issur. È casa sua: i discorsi dell'uomo sono ancora più deliranti, ma poco importa giacché la polizia arriva e lo arresta, incastrandolo grazie alla confessione di Dollman. È quasi mattina. Sinner torna a casa, ma una volta arrivato una telefonata di Gipsy Rose lo costringe a tornare in strada: la donna conosce altri retroscena su Issur, che non ha voluto rivelargli davanti alla polizia. Alack la raggiunge nel luogo prefissato, ma la trova morta. Con l'aiuto dell'amico poliziotto Nick, il detective scopre che l'assassino è il nuovo buttafuori. Dopo l'arresto di Issur, gli incendi non sono diminuiti: questo perché il bouncer era suo complice e ha preso il suo posto; Gipsy Rose lo sapeva e quindi l'ha liquidata.
Anche così, gli incendi non accennano a diminuire. Qualche giorno dopo, Sinner si reca a casa di Sophie: la ragazza e il suo fratello minore Vladys aiutavano di tanto in tanto Issur, e ora che è in prigione Sophie ha deciso di dare fuoco a nuovi edifici per gridare al mondo la sua rabbia. Alack sceglie di non denunciarla, ma le consiglia di smetterla.
- Successive riedizioni italiane in volume:

1. Alack Sinner. Volume terzo, collana Blackbird n. 8, 1993, ACME
2. Alack Sinner. Città oscura, 2008, Nuages
3. Alack Sinner, collana I Maestri del fumetto n. 12, 2009, Arnoldo Mondadori Editore
4. Alack Sinner. L'età dell'innocenza 2, collana I Grandi Maestri n. 8, 2017, Editoriale Cosmo
5. Alack Sinner. L'età dell'innocenza, 2019, Oblomov Edizioni

#### Conversando con Joe(1976)
- Originale pre-pubblicazione su rivista: nessuna; pubblicata direttamente in volume – vedi sotto –, come ideale introduzione al personaggio (sarà comunque riproposta su alteralter, numero dell'agosto 1978, Milano Libri)
- Prima pubblicazione italiana in volume: Alack Sinner, collana I gialli a fumetti n. 4, Milano Libri, 1976
- Tavole: 27
- Trama: In una serata piovosa, Alack racconta all'amico, il barista Joe, come decise di diventare un detective privato. Tempo prima era un poliziotto: disgustato dai metodi dei colleghi, che solevano organizzare retate contro le comunità di neri per "vendicarsi" di certi torti subìti, cercò di denunciarli senza troppi risultati e, anzi, venendo viepiù emarginato in quanto fastidioso anticonformista.
Il culmine si ebbe quando sua sorella Toni venne violentata: i colleghi Rademaker e O'Neill uccisero barbaramente gli stupratori sperando di fargli un "piacere", e Alack li aggredì fisicamente. Dopo una conversazione poco piacevole con il capo della polizia in persona, che gli chiedeva di smetterla di fare il piantagrane, Sinner decise di mollare il lavoro e di mettersi in proprio.
- Successive riedizioni italiane in volume:

1. Alack Sinner. Così com'era, 1981, Milano Libri
2. Alack Sinner. Volume primo, collana Blackbird n. 3, 1992, ACME
3. Alack Sinner, collana I Classici del fumetto di Repubblica n. 56, 2005, Gruppo Editoriale L'Espresso
4. Alack Sinner. Conversazione con Joe, 2008, Nuages
5. Alack Sinner, collana I Maestri del fumetto n. 12, 2009, Arnoldo Mondadori Editore
6. Alack Sinner. L'età dell'innocenza 1, collana I Grandi Maestri n. 7, 2017, Editoriale Cosmo
7. Alack Sinner. L'età dell'innocenza, 2019, Oblomov Edizioni

#### Constancio e Manolo(1976)
- Originale pre-pubblicazione su rivista: alterlinus, numeri di luglio (tavole 1-10), agosto (tavole 11-17), ottobre (tavole 18-31) 1976, Milano Libri (con il titolo Constancio y Manolo)
- Prima pubblicazione italiana in volume: Alack Sinner così com'era, 1981, Milano Libri
- Tavole: 31
- Note: nella quarta vignetta dell'ottava tavola è ben visibile, in primo piano, il cadavere di un giovane ragazzo con gli occhiali. Muñoz e Sampayo ne racconteranno la tragica vicenda umana in Pepe l'architetto (cambiando però il contesto in cui il suo corpo viene rinvenuto), la prima storia di un'altra loro serie a fumetti, Nel bar (il racconto in questione sarà serializzato sulla rivista alteralter, nei numeri dell'ottobre, novembre e dicembre 1978).
La storia contiene diversi riferimenti all'allora attualità politica: venne pubblicata infatti mentre negli Stati Uniti era in corso la campagna per le presidenziali del 1976, durante le quali si sarebbero sfidati Jimmy Carter e Gerald Ford; e molti manifesti e propaganda compaiono nelle tavole. Non solo: l'ultima tavola presenta una visione allucinante, un francobollo ritraente il generalissimo Francisco Franco, contornato da scritte come "polmoni artificiali", "cuore artificiale", "anima artificiale", e così via. Ricorda la morte del dittatore spagnolo, avvenuta pochi mesi prima, e il fatto che negli ultimi giorni fosse stato tenuto in vita "a forza", tramite macchinari.
- Trama: Alack fa amicizia con una famiglia di ispanici sua vicina di casa: il giovane pugile Manolo, i genitori, e l'anziano nonno, Constancio, vecchio partigiano della guerra di Spagna. I due coniugi vengono arrestati nel giro di un paio di giorni per motivi differenti: il marito – recidivo – per aver danneggiato alcune vetrine, in preda a un raptus di follia; la moglie per essere stata sorpresa a rubare in un supermercato. Manolo spera di poter pagare le spese processuali con gli incassi che gli giungeranno da un imminente incontro; ma i suoi disgustosi manager hanno combinato con un lottatore molto superiore a lui. Il risultato lo vede, prevedibilmente, sconfitto.
Nei giorni seguenti, gli organizzatori sono trovati morti in luoghi diversi. Il poliziotto Nick sospetta di Alack, visto che questi ha avuto un alterco con i due, ma si convince in fretta che non c'entra: la balistica dice che sono stati uccisi con una vecchia pistola dell'anteguerra. Sinner si reca dunque a casa di Manolo per torchiare il vecchio Constancio. Lo trova moribondo, a letto: prima di spirare, gli confessa che non voleva lasciare il mondo con dei conti in sospeso; porta con sé il generalissimo Francisco Franco, che muore nello stesso momento in Spagna, dall'altra parte dell'oceano.
- Successive riedizioni italiane in volume:

1. Alack Sinner. Volume terzo, collana Blackbird n. 8, 1993, ACME
2. Alack Sinner, collana I Classici del fumetto di Repubblica n. 56, 2005, Gruppo Editoriale L'Espresso
3. Alack Sinner. Città oscura, 2008, Nuages
4. Alack Sinner, collana I Maestri del fumetto n. 12, 2009, Arnoldo Mondadori Editore
5. Alack Sinner. L'età dell'innocenza 2, collana I Grandi Maestri n. 8, 2017, Editoriale Cosmo
6. Alack Sinner. L'età dell'innocenza, 2019, Oblomov Edizioni

#### Città oscura(1976-1977)
- Originale pre-pubblicazione su rivista: alterlinus, numero di novembre (tavole 1-10) 1976, Milano Libri; e alteralter, numeri di gennaio (tavole 11-20), febbraio (tavole 21-30) 1977, Milano Libri
- Prima pubblicazione italiana in volume: Alack Sinner così com'era, 1981, Milano Libri
- Tavole: 30
- Note: nella settima vignetta della decima tavola compare in un piccolo cameo Travis Bickle, il protagonista del film di Martin Scorsese Taxi Driver (interpretato da Robert De Niro). Sulla maglia ha appuntate due spille, "I like Jimmy" e "I like Jerry": la storia in effetti venne pubblicata mentre negli Stati Uniti erano in corso le presidenziali del 1976, durante le quali si sfidarono Jimmy Carter e Gerald Ford.
- Trama: Alack ha deciso di non rinnovare per il momento la licenza di investigatore privato, e si è riciclato come tassista – senza troppo successo, visto che continua ad accettare clienti che non possono permettersi di pagare la corsa. Durante uno dei suoi giri conosce Jorge Ramírez, un immigrato nicaraguense col permesso di soggiorno, operaio al porto. Jorge dà fastidio al sindacato, visto che non è iscritto e ciò nonostante continua a indire piccole proteste e scioperi non autorizzati. Sinner lo invita al bar di Joe per passare una serata assieme; e durante i bagordi si imbatte in Enfer, una prostituta afro-americana. I due si piacciono da subito, e nei giorni seguenti cominciano a frequentarsi e ad amoreggiare.
Una sera, Jorge chiede aiuto ad Alack: gli sgherri del sindacato vogliono fargli la pelle. Sinner lo nasconde nel suo ex-ufficio, ma lungo la strada è stato pedinato: quando l'ex-detective torna a casa, i tirapiedi iniziano a pestarlo per convincerlo ad accompagnarli da Jorge; e lo sopraffarebbero se non giungesse in suo soccorso il vicino Manolo (vedi Constancio e Manolo), il quale come ricompensa per il gesto riceve una pugnalata al polmone da uno dei sindacalisti. Trasportato di urgenza in ospedale, il pugile viene fortunatamente salvato.
Nei giorni seguenti, Alack si incupisce. Quando rincontra Jorge lo tratta male, chiedendogli perché diavolo lo ha cacciato in una situazione del genere. Solo l'affetto di Enfer sembra risollevarlo un po'. Ma una sera, al ristorante, la donna gli dice che, pur amandolo, non può continuare a frequentarlo: la sua tristezza la fa star male.
- Successive riedizioni italiane in volume:

1. Alack Sinner. Volume terzo, collana Blackbird n. 8, 1993, ACME
2. Alack Sinner, collana I Classici del fumetto di Repubblica n. 56, 2005, Gruppo Editoriale L'Espresso
3. Alack Sinner. Città oscura, 2008, Nuages
4. Alack Sinner, collana I Maestri del fumetto n. 12, 2009, Arnoldo Mondadori Editore
5. Alack Sinner. L'età dell'innocenza 2, collana I Grandi Maestri n. 8, 2017, Editoriale Cosmo
6. Alack Sinner. L'età dell'innocenza, 2019, Oblomov Edizioni

#### Ricordando(1977)
- Originale pre-pubblicazione su rivista: alteralter, numeri di aprile (tavole 1-10), maggio (tavole 11-20) 1977, Milano Libri
- Prima pubblicazione italiana in volume: Alack Sinner così com'era, 1981, Milano Libri
- Tavole: 20
- Trama: Alack ha comprato un acquario, cosa che lo riempie stranamente di buonumore. Senza niente di meglio da fare, si mette a osservare i movimenti dei pesciolini: come ipnotizzato non riesce a staccarsi dalla contemplazione, e incomincia a vagare nei ricordi, ora più lontani ora più vicini.
Il lettore scopre che è reduce della Guerra di Corea, avendo fatto il soldato nel '53, e che nel 1955 si sposò con Gloria, una donna brutta e dispotica con cui rimase assieme per poco tempo. Assiste alle prime mestruazioni della sorella Toni; e a quando un collega, il poliziotto Fairfax, che stava tentando di smettere di fumare, sterminò la famiglia dopo che la moglie, durante una litigata, le sbuffò per ripicca una nuvola di fumo in faccia.
Il giochino dei pesci, inizialmente piacevole, mette in fretta a disagio Alack. Quando inizia a vedere negli animaletti le facce dei suoi genitori, decide che ne ha abbastanza: prende l'acquario, e scarica il contenuto nel gabinetto.
- Successive riedizioni italiane in volume:

1. Alack Sinner, collana I Classici del fumetto di Repubblica n. 56, 2005, Gruppo Editoriale L'Espresso
2. Alack Sinner. Città oscura, 2008, Nuages
3. Alack Sinner. L'età dell'innocenza 2, collana I Grandi Maestri n. 8, 2017, Editoriale Cosmo
4. Alack Sinner. L'età dell'innocenza, 2019, Oblomov Edizioni

#### Trovare e ritrovare(1981-1982)
- Originale pre-pubblicazione su rivista: alteralter, numeri di settembre (tavole 1-12), ottobre (tavole 13-24), novembre (tavole 25-36), dicembre (tavole 37-48) 1981, Milano Libri; e alteralter, numeri di febbraio (tavole 49-60), marzo (tavole 61-72), aprile (tavole 73-84), maggio (tavole 85-96) 1982, Milano Libri
- Prima pubblicazione italiana in volume: Alack Sinner. Trovare e ritrovare, 2000, Hazard Edizioni
- Tavole: 96
- Note: il racconto contiene moltissimi rimandi non solo a precedenti storie di Alack, ma anche ad altri fumetti degli stessi Muñoz e Sampayo. In ruoli più o meno importanti, Alack rincontra nell'ordine la prostituta afro-americana Enfer (da Città oscura), i poliziotti corrotti, suoi ex-colleghi, Rademaker e O'Neill (da Conversando con Joe), il pianista nero John Smith III (da Vietblues), i fratelli, immigrati polacchi, Sophie e Vladys Milasewicz (da Scintille). Nelle tavole 92-93, il barista Joe ricorda ad Alack della triste sorte del sudamericano Pepe l'architetto, protagonista dell'eponima storia, la prima della serie Nel bar (il racconto in questione fu serializzato sulla rivista alteralter, nei numeri dall'ottobre al dicembre 1978), rammaricandosi di non essere riuscito a fare nulla per salvarlo. Sophie, invece, nella tavola 87 dice ad Alack che, negli anni in cui non si sono visti, ha "fatto un sogno... che è stato un viaggio... o solo un sogno": un riferimento a Goin' south, la seconda (e ultima) storia della breve serie che Muñoz e Sampayo le dedicarono, e che aveva per titolo il suo semplice nome, Sophie (il racconto nello specifico fu serializzato sulla rivista alteralter, nei numeri dal marzo al luglio 1978).
Infine, con un piccolo gioco metanarrativo, nelle tavole 53 e 54 Muñoz raffigura sé stesso nell'atto di disegnare la scena che si sta svolgendo in quel momento.
- Trama: Sono ormai passati quattro anni dai fatti di Città oscura, e il volto di Alack inizia a essere solcato di rughe. Decide di andare a trovare il vecchio padre, Jim, proprietario di un motel a Bangor, Maine; sulla strada carica un autostoppista, un uomo senza un braccio, particolarmente loquace. Il monco ama filosofeggiare, e dice a Sinner che a molte le persone manca un braccio – una parte di sé –, anche a lui: e non lo troverà a Bangor, farebbe meglio a tornarsene a casa. Alack lo ascolta divertito e infastidito, ma non gli dà retta e una volta a destinazione lo scarica, per andarsene dal padre. Forse avrebbe fatto bene ad ascoltarlo: durante la notte, i due iniziano a bere pesantemente, e si rinfacciano a vicenda le peggiori cattiverie. Il giorno dopo, Jim tenta di riconciliarsi con lui, ma un muro di indifferenza li separa, e Sinner decide di andarsene.
A New York, Alack rincontra per caso Enfer. La passione fra i due non si è mai davvero sopita, e infatti si appartano e fanno l'amore. Enfer gli rivela di aver partorito una bimba, negli anni in cui non si sono visti, che ora ha quattro anni: Sinner accoglie la notizia con gioia, anche se non gli chiede chi sia il padre. Il giorno dopo, Alack va al bar di Joe, dove l'amico poliziotto Nick sta festeggiando l'addio al celibato. Alla festa c'è anche Rademaker, l'agente che uccise gli stupratori di sua sorella, e che per questo venne aggredito da Sinner quando era ancora in servizio. I rancori non si sono raffreddati, e durante la serata Rademaker è a malapena tenuto a bada dagli altri. Dopo la festa, mezzo ubriaco Alack chiama Enfer per sapere chi sia il padre della bimba: la risposta, prevedibile, è "tu". Sconvolto torna a casa, non accorgendosi di essere seguito da Rademaker. Una volta nell'appartamento, Sinner sente degli spari per strada: è il poliziotto, ancor più sbronzo di lui, che gli intima di scendere, e che inizia ad ammazzare i passanti che gli capitano a tiro. Finalmente Rademaker, visto che Alack non si fa vedere, entra nel condominio per prenderlo: ma non appena apre la porta, Sinner gli spara e lo uccide sul colpo. La polizia arriva rapidamente e lo arresta.
In carcere, Alack riceve le visite di O'Neill, l'amicone di Rademaker, che spera che durante il processo Sinner non dica niente su di lui; e di Enfer, che continua ad essere solidale con lui. Resta poco tempo detenuto: il processo si risolve a suo favore grazie alle attenuanti. Uscito, può finalmente conoscere Cheryl, la sua bellissima figlia (il cui nome viene da Cheryl Blues, il pezzo jazz di "Bird" Parker che Enfer e Sinner solevano ascoltare ai tempi di Città oscura). Nei primi tempi la bambina è diffidente, ma pian piano si affeziona a lui; il rapporto è più difficile con Phoebe, la sorella di Enfer, anche se ad Alack non importa granché. L'uomo comunque continua a vivere da solo, andando a trovare la figlia di tanto in tanto, come farebbe un divorziato.
L'ultima parte del racconto è scandita dai piccoli tran tran quotidiani: Sinner scopre di avere gravi problemi all'apparato digerente, anche se non ha affatto intenzione di smettere di bere, come suggerito dai medici; torna a visitare il vecchio ufficio, di cui continua a pagare l'affitto nonostante non eserciti più il mestiere; rincontra il pianista John Smith III e il polacco Vladys Milasewicz, ora un pugile di successo; e, dopo tanto tempo, rivede la sorella di Vladys, l'amata Sophie, con cui Alack passa una serata insieme, senza sesso, dormendo semplicemente abbracciati.
Nell'ultima scena, Alack si imbatte per caso nell'autostoppista monco, e lo invita a casa sua. L'uomo vede una foto di Cheryl sul tavolo, e pensa che Alack abbia trovato finalmente il suo "braccio".
- Successive riedizioni italiane in volume:

1. Alack Sinner. Trovare e ritrovare, 2009, Nuages
2. Alack Sinner. L'età dell'innocenza 2, collana I Grandi Maestri n. 8, 2017, Editoriale Cosmo
3. Alack Sinner. L'età dell'innocenza, 2019, Oblomov Edizioni

#### Nicaragua(1986)
- Originale pre-pubblicazione su rivista: Il grande ALTER, numero del primo trimestre 1986, Milano Libri
- Prima pubblicazione italiana in volume: Alack Sinner. Nicaragua, 1998, Hazard Edizioni
- Tavole: 65
- Note: in un breve cameo, nelle tavole 3 e 4 compaiono gli autori Muñoz e Sampayo, che incrociano per caso Alack in strada. Quest'ultimo non li vede, e loro, pur avendolo riconosciuto (lo avevano già incontrato – lungamente – in La vita non è un fumetto, baby), fanno finta di niente e tirano dritto. Nella tavola 28 riappare brevemente anche il personaggio di Manolo (vedi Constancio e Manolo e Città oscura).
- Trama: Dicembre 1984. Mentre il rapporto con la figlia Cheryl prosegue tranquillamente, con gli inevitabili alti e bassi, Alack viene contattato da Jorge Ramírez (vedi Città oscura). Dai tempi del loro primo incontro, Jorge è tornato nel natio Nicaragua e ha assecondato le sue velleità politiche, divenendo infine uno stretto collaboratore dell'esecutivo guidato dal Fronte Sandinista (FSLN). Stufo delle intromissioni degli Stati Uniti nella politica nicaraguense – la presidenza Reagan finanzia attivamente i gruppi controrivoluzionari, i Contras –, il governo di Managua ha inviato all'ONU una delegazione, di cui fanno parte il Ministro degli Esteri e lo stesso Jorge, affinché denunzi la condotta degli USA. Jorge è preoccupato che la rappresentanza possa subire attentati da parte dei servizi segreti, dal momento che negli Stati Uniti è naturalmente tutt'altro che benvoluta. Sinner non è più un detective, ma ha ancora i suoi agganci, e accetta di aiutarlo.
Con la collaborazione di Delia, funzionaria dell'ambasciata nicaraguense in USA amica di Jorge, Alack cerca qualche pista: le armi che i sandinisti hanno sequestrato ai controrivoluzionari arrestati potrebbero fornirne una. In effetti, grazie ai numeri di serie e a un controllo incrociato nei registri doganali, l'uomo riesce a risalire a una ditta d'importazione argentina, apparentemente legale, la Mate & Mate; manco a dirlo, i dirigenti non ne sanno nulla. Quella sera, appena rincasato con Delia, Sinner viene attirato con un trucco in strada e rapito da alcuni uomini, che lo torturano chiedendogli perché si stia intromettendo in affari più grandi di lui; non rispondendo, lo abbandonano in una zona periferica. Alack si risveglia ben tre giorni dopo, accudito da alcuni senzatetto che lo avevano rinvenuto.
Dopo aver contattato Cheryl ed Enfer, preoccupate perché non lo avevano più sentito, ed essersi ripreso, Alack si rincontra con Delia, con la quale cena e fa l'amore quella sera stessa. Mentre Sinner le svela di aver riconosciuto fra i sequestratori i dirigenti della Mate & Mate, bussa alla porta l'amico poliziotto Nick, che ha saputo di quel che è successo, e gli consiglia di darsi una regolata; pur essendo i suoi genitori natii del Nicaragua, Nick non è affatto solidale con i sandinisti. Il giorno dopo, Alack, Delia e Cheryl si recano a uno spettacolo di burattini, organizzato dalla comunità nicaraguense, al quale assistono anche Jorge e il Ministro degli Esteri; la rappresentazione, a tratti delirante, rivisita in chiave allegorica l'avventura di Sandino e dei suoi. Al termine dello show, mentre il pubblico defluisce all'esterno, nella folla i dirigenti della Mate & Mate, lì presenti e con le pistole in pugno, vengono arrestati. Il giorno dopo, il notiziario diffonde la notizia secondo la quale un pericoloso attentato contro la vita della delegazione nicaraguense sarebbe stato sventato; e contemporaneamente il Ministro degli Esteri annuncia uno sciopero della fame a oltranza, chiedendo che il presidente Reagan smetta di finanziare i Contras.
Né Alack né gli altri personaggi possiedono abbastanza informazioni per sciogliere la matassa. Il lettore invece sì. La mente dietro a tutto è Walter Ferrari, alto funzionario della CIA e vecchia conoscenza di Alack (vedi La vita non è un fumetto, baby). Fin dall'inizio della vicenda Ferrari aveva fatto spiare tutti, incluso Sinner, e aveva dunque saputo della sua visita alla Mate & Mate, una delle tante ditte con cui gli Stati Uniti passano armi ai Contras. Creduta "bruciata", Ferrari pensò che potesse ancora tornarle utile: congedò con disprezzo gli orgogliosi dirigenti, fanatici anticomunisti, i quali collaboravano non tanto per denaro, quanto piuttosto per sincero zelo. Umiliati per il trattamento sbrigativo, i dirigenti decisero di agire alle spalle del loro committente, e di assassinare il Ministro nicaraguense. Proprio come sperava Ferrari: arrestandoli e diffondendo la notizia dell'attentato sventato dalla CIA, l'uomo contava o che i sandinisti avrebbero allentato le loro richieste, o che, con la loro ostinazione prevedibile nel procedere con l'oltranzismo, potessero fornire il casus belli per proclamare l'embargo statunitense sul Nicaragua ("li abbiamo perfino salvati, e ciò nonostante perseverano, quindi ci costringono..."). È stata la seconda alternativa ad essersi verificata: Reagan annuncia il blocco economico alla televisione.
Nick, responsabile dell'arresto degli uomini della Mate & Mate, si vede ordinare da Ferrari di lasciarli liberi di espatriare, e disgustato per macchinazioni politiche che non capisce, decide di dimettersi. Intanto la delegazione riparte per il Nicaragua; e anche Delia, nonostante sia una funzionaria all'ambasciata in USA, decide di tornare nel Paese natio, lontano dagli Stati Uniti. Chiede ad Alack, per il quale sta iniziando a provare sentimenti – ricambiata – di venire con lei per incominciare una nuova vita, ma l'uomo rifiuta, non sentendosela di lasciare la figlia. Nell'ultima scena Alack ascolta un notiziario radio – che fornisce informazioni parzialissime sull'accaduto, essendosi già "dimenticato" del Ministro, di Jorge e delle denunce fatte all'ONU – e rimugina su Delia, pentendosi un po' di non essere partito.
- Successive riedizioni italiane in volume:

1. Alack Sinner. Nicaragua, 2013, Nuages
2. Alack Sinner. L'età del disincanto 1, collana I Grandi Maestri n. 9, 2017, Editoriale Cosmo
3. Alack Sinner. L'età del disincanto, 2020, Oblomov Edizioni

### Apparse suCorto Maltese

#### Nordamericani(1989)
- Originale pre-pubblicazione su rivista: Corto Maltese, numero del febbraio 1989, Rizzoli/Milano Libri (con il titolo Norteamericano(s))
- Prima pubblicazione italiana in volume: Alack Sinner: L'età del disincanto 1, collana I Grandi Maestri n. 9, 2017, Editoriale Cosmo
- Tavole: 15 (a colori nell'originale edizione su rivista; nelle ristampe italiane in volume, sono state proposte sempre in bianco e nero)
- Trama: Alack si mette in viaggio in autobus per una misteriosa destinazione. Costretto a fermarsi per molte ore in un paesello abitato da ispanici per aspettare la prossima coincidenza, si trova a fare i conti con il razzismo della popolazione, in quanto uno degli odiati "nordamericani": assetato a causa del gran caldo, nessuno può – vuole – dargli da bere. Quasi alla fine della giornata, stremato, prende la situazione in pugno, entra in un bar, e nonostante le proteste del gestore afferra una birra da dietro il bancone e se la scola. Poi sale, finalmente, sul bus.
- Successive riedizioni italiane in volume:

1. Alack Sinner. L'età del disincanto, 2020, Oblomov Edizioni

#### Per dei disegni...(1991)
- Originale pre-pubblicazione su rivista: Corto Maltese, numero del gennaio 1991, Rizzoli/Milano Libri (con il titolo Por unos dibujos...)
- Prima pubblicazione italiana in volume: Alack Sinner: L'età del disincanto 1, collana I Grandi Maestri n. 9, 2017, Editoriale Cosmo
- Tavole: 15
- Note: lo spunto su cui si basa la storia – un po' a sé, rispetto al resto della serie – è rappresentato da un fatto che coinvolse Muñoz in prima persona. In un articolo del febbraio 1986 del The Comics Journal, Mark Burbey accusò il disegnatore Keith Giffen di aver lungamente e sistematicamente plagiato moltissime vignette dell'argentino. Giffen continuò sempre a negare, dicendo di essersi solo ispirato.
Non potendo permettersi di portare l'americano a processo (il quale comunque dopo il fatto si ritirò per qualche tempo, e quando tornò a lavorare cambiò decisamente rotta), Muñoz si accontentò di attaccarlo in maniera non troppo allusiva attraverso Per dei disegni...: Martínez è una caricatura dello stesso Muñoz, mentre Kitten lo è di Giffen.
- Trama: Durante il suo viaggio in autobus, Alack incontra un giovane disegnatore argentino, Martínez, il quale si sta recando a Stripbourg per incontrare il famoso fumettista K. K. Kitten: a suo dire, quest'ultimo avrebbe plagiato moltissime sue vignette, ben 342! Alack ci ride su e saluta Martínez quando questi scende alla sua fermata. Il sudamericano attraversa la città e si fa aprire la porta di casa dal rivale. Kitten è diventato milionario rubando la sua arte, e a Martínez sembra giusto che, dal momento che invece lui vive nell'indigenza, lo risarcisca in parte. Kitten non ne ha affatto intenzione, e lo aggredisce.
Il giorno dopo, Alack scende in una stazione di servizio. Mezzo frastornato, crede di aver soltanto sognato Martínez: ma in un'edicola vede, sul giornale, un articolo in cui si dice che il celebre fumettista Kitten ha ucciso – per legittima difesa – un disegnatore argentino venuto a casa sua a importunarlo. Il pezzo ribalta completamente le responsabilità, sostenendo che sia stato Martínez, pericoloso immigrato clandestino, ad aver plagiato il più famoso collega.
- Successive riedizioni italiane in volume:

1. Alack Sinner. L'età del disincanto, 2020, Oblomov Edizioni

#### Ostaggi(1992)
- Originale pre-pubblicazione su rivista: Corto Maltese, numero del gennaio 1992, Rizzoli/Milano Libri
- Prima pubblicazione italiana in volume: Alack Sinner: L'età del disincanto 1, collana I Grandi Maestri n. 9, 2017, Editoriale Cosmo
- Tavole: 14
- Trama: Alack ascolta in autobus la conversazione di due uomini, padre e figlio: quest'ultimo, a sua volta padre, sta recandosi con il genitore a Fort Knox dove è in arrivo la salma di suo figlio, soldato caduto eroicamente durante la Guerra del Golfo per – a suo dire – "liberare gli ostaggi occidentali nelle mani di Saddam Hussein". In realtà – ma questo lo scopre solo il lettore, via flashback – il "patriota", razzista, è stato ucciso simulando un incidente da alcuni compagni ispanici, che temevano sue possibili violenze nei loro confronti.
Alack ascolta i discorsi, e si ricorda di quando lui era piccolo, nel 1941: dopo l'attacco di Pearl Harbor, anche il governo statunitense internò migliaia di giapponesi risiedenti in America per usarli eventualmente nella guerra contro il Giappone; e fra questi, anche la famiglia del suo amico Hiroshi.
- Successive riedizioni italiane in volume:

1. Alack Sinner. L'età del disincanto, 2020, Oblomov Edizioni

#### Fine di un viaggio(1992)
- Originale pre-pubblicazione su rivista: Corto Maltese, numero del giugno 1992, Rizzoli/Milano Libri
- Prima pubblicazione italiana in volume: Alack Sinner: L'età del disincanto 1, collana I Grandi Maestri n. 9, 2017, Editoriale Cosmo
- Tavole: 25
- Trama: Alack è arrivato a destinazione, e in mezzo al deserto del sud ritrova l'adorata Sophie (vedi Scintille e Trovare e ritrovare). La donna, invecchiata come del resto anche lui, ha messo la testa a posto, e non sogna più di bruciare il mondo intero: ha due figli, gestisce una stazione di servizio, e vive tranquilla; la aiuta con il lavoro un immigrato italiano, un certo Milani, uomo di pochissime parole arrivato lì dal nulla, qualche anno prima. Mentre Alack e Sophie passano la notte a fare l'amore, il lettore scopre in flashback la storia di Milani, padre di una giovane ragazza promessa del tennis, morta a causa degli allenamenti del tutto sproporzionati ai quali l'italiano la sottoponeva; distrutto dai sensi di colpa e isolato dalla famiglia, dopo molto vagare Milani si ritirò presso Sophie, come una sorta di eremita.
Il giorno dopo Alack e Milani accompagnano i figli di Sophie nella scuola di un paese lì vicino. Charlie, lo sceriffo, che aveva già inquadrato Sinner il giorno prima, provoca Milani e gli chiede come possa permettere che uno "straniero" dorma con Sophie al posto suo; per tutta risposta, l'italiano gli sferra un pugno in faccia, mettendolo K.O. Quella sera, dopo aver di nuovo fatto sesso, Alack dice a Sophie di aver capito chi è Milani, e Sophie gli confessa che già lo sapeva: l'uomo non le ha mai detto nulla, ma lei si ricordò di averlo visto in un notiziario. Poi si mettono a contemplare la Luna.
- Successive riedizioni italiane in volume:

1. Alack Sinner. L'età del disincanto, 2020, Oblomov Edizioni

### Le ultime storie

#### Storie private(2000)
- Originale pre-pubblicazione su rivista: nessuna; pubblicata per la prima volta direttamente in volume in Francia (Histoires privées, 2000, Casterman)
- Prima pubblicazione italiana in volume: Alack Sinner, collana I Classici del fumetto di Repubblica n. 56, 2005, Gruppo Editoriale L'Espresso
- Tavole: 81
- Trama: Appena tornato a trovare l'amica/amante Sophie dopo sette anni dall'ultimo incontro, Alack deve fare immediatamente dietrofront a New York: sua figlia Cheryl, ora più che ventenne, è stata arrestata con l'accusa di aver ucciso un certo Hoffman, tedesco; la ragazza rifiuta di dichiararsi colpevole, e continua a ripetere piuttosto una curiosa formula, cioè di "non negare di averlo ucciso". Con il sostegno di Sophie, che paga anche le spese legali per l'avvocato, Alack si mette a indagare come faceva una volta; le domande che fa in giro attirano l'attenzione di un giovane haitiano, Eduard Saint-Jean. Questi confessa ad Alack di conoscere bene Cheryl: dopo averla incontrata poco tempo prima, aveva iniziato una breve amicizia platonica con lei e le aveva raccontato di essere stato per molti anni bracciante in una disumana piantagione a Santo Domingo; non aggiunge però altro.
Dopo essere stato in carcere a visitare Cheryl, che ha tentato – senza successo – il suicidio, Alack riceve una chiamata da Eduard, che trova il coraggio di confessare di essere stato lui a uccidere Hoffman, uno dei proprietari della piantagione in cui lavorava; Cheryl lo ha incoraggiato a vendicarsi dell'aguzzino – in visita a New York – e in seguito lo ha coperto. Il ragazzo non ha intenzione di farsi arrestare, ma vuole sicuramente scagionare la figlia di Sinner. Il giorno seguente uccide in strada i due bracci destri di Hoffman, che da molto tempo lo seguivano per la città, e lascia sui cadaveri ancora caldi una lettera in cui confessa tutto; poi scappa. Qualche giorno dopo Cheryl viene rimessa in libertà, ma i guai per i Sinner non sono finiti.
 Mentre Cheryl era ancora in carcere, la sorella di Alack, Toni – ora insegnante di inglese a Parigi – aveva manifestato per telefono al fratello l'intenzione di tornare a New York, dopo molti anni all'estero, per vedere la nipote. Quando Alack e Cheryl la richiamano, la sua padrona di casa dice che è sparita ormai da giorni. Preoccupati, raggiungono immediatamente Parigi. Nella scuola in cui insegnava Toni scorgono un tipo sospetto, un giovane ragazzo di nome Antoine, effettivamente allievo della donna. Cheryl tenta di sedurlo per farsi rivelare qualcosa, ma la sua insistenza getta Antoine nella paranoia: messo alle strette durante una scenata in metropolitana, il ragazzo scappa. La figlia di Alack è però riuscita a sottrargli una cartella: contiene fotografie che mostrano Toni ammanettata a un letto, mezza nuda e visibilmente provata. Alack prende la situazione in pugno, rintraccia l'appartamento del maniaco, forza la porta e vi trova Toni, da sola: Antoine è già scappato. Toni si era invaghita del suo studente qualche tempo prima; preso da velleità artistiche, Antoine le aveva prima proposto, poi l'aveva costretta, a partecipare a un esperimento fotografico "estremo", documentandola in continuazione, ammanettata e totalmente sottomessa a lui.
Alack, Toni e Cheryl tornano a New York, dove sono accolti all'aeroporto da Sophie. Questa strana "famiglia allargata" si è, finalmente, riunita.
- Successive riedizioni italiane in volume:

1. Alack Sinner. L'età del disincanto 2, collana I Grandi Maestri n. 10, 2017, Editoriale Cosmo
2. Alack Sinner. L'età del disincanto, 2020, Oblomov Edizioni

#### Il caso USA(2006)
- Originale pre-pubblicazione su rivista: nessuna; pubblicata per la prima volta direttamente in volume in Francia (L'affaire USA, 2006, Casterman)
- Prima pubblicazione italiana in volume: Alack Sinner. L'età del disincanto 2, collana I Grandi Maestri n. 10, 2017, Editoriale Cosmo
- Tavole: 78
- Note: la storia contiene una piccola incongruenza temporale, che ne non intacca comunque la leggibilità. Nella tavola 12 Alack fa riferimento all'evasione dal carcere di Albany di due mafiosi, avvenuta ai tempi di Trovare e ritrovare, dicendo che l'anno fosse il 1987. Quel racconto però si svolgeva fra la fine del 1980 e l'inizio del 1981. L'errore è presente non solo nelle edizioni italiane, ma anche in quelle straniere (francese e spagnola), quindi – verosimilmente – non si tratta di un semplice refuso.

Trama:
- Successive riedizioni italiane in volume:

1. Alack Sinner. L'età del disincanto, 2020, Oblomov Edizioni